# Savès

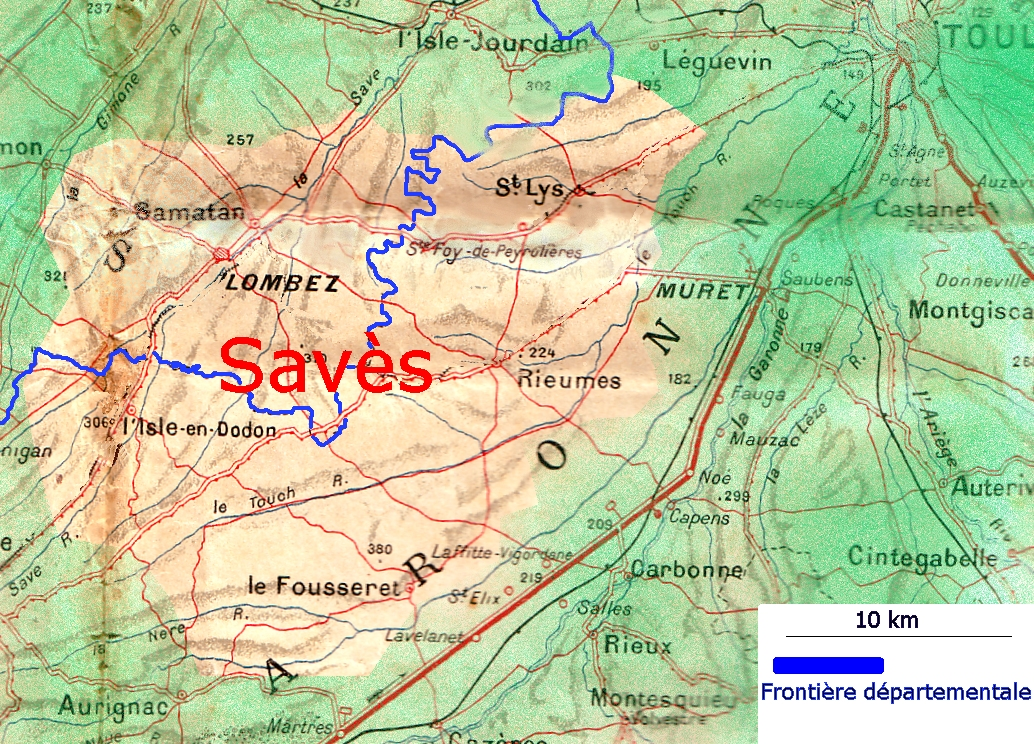
Territoire du Savès.

Le Savès est une petite province gasconne du Sud-Est du Gers et du Sud-Ouest de la Haute-Garonne.

## Géographie
Le Savès correspond au cours moyen de la Save. Il est bordé par l'Astarac à l'ouest, le Nébouzan au sud-ouest, le Volvestre à l'est, le Gimois au nord-ouest, la Lomagne au nord et le Bourjac au sud-est.
| Cantons                         | Communes |
| ------------------------------- | --- |
| Le Fousseret (Haute-Garonne)    | Castelnau-Picampeau, Casties-Labrande, Gratens, Le Fousseret, Polastron, Pouy-de-Touges, Saint-Araille, Sénarens                                                                |
| L'Isle-en-Dodon (Haute-Garonne) | Agassac, Ambax, Castelgaillard, Cazac, Coueilles, Frontignan-Savès, Goudex, Labastide-Paumès, Martisserre, Mauvezin, Mirambeau, Riolas                                          |
| Lombez (Gers)                   | Espaon, Laymont, Lombez, Montadet, Montégut-Savès, Montpézat, Puylausic, Saint-Lizier-du-Planté, Saint-Loube Amades, Sauvimont                                                  |
| Rieumes (Haute-Garonne)         | Beaufort, Bérat, Forgues, Labastide-Clermont, Lahage, Lautignac, Le Pin-Murelet, Monès, Montastruc-Savès, Montgras, Plagnole, Poucharramet, Rieumes, Sabonnères, Sajas, Savères |
| Saint-Lys (Haute-Garonne)       | Bragayrac, Cambernard, Empeaux, Fonsorbes, Fontenilles, Saiguède, Sainte-Foy-de-Peyrolières, Saint-Thomas                                                                       |
| Samatan (Gers)                  | Labastide-Savès, Monblanc, Nizas, Noilhan, Pompiac, Samatan, Savignac-Mona, Seysses-Savès                                                                                       |

## Étymologie
Le nom de Savès, souvent assimilé au pays de la Save, est lié à l'ancien pagus Savencii.

## Histoire
Les ancêtres des Savèsiens ne sont pas exactement les Gaulois mais plutôt des Protobasques. C'est ce que décrit Jules César dans la guerre des gaules et le général Pompée qui  devant les difficultés de colonisation, créa la frontière « Convanae-Consoronae » (Comminges - Couserans). 
Le Savès actuel provient du « pagus des Savencii ». La vie locale est organisée autour des « fundus » qui sont des grandes propriétés gérées par un colon. Cette implantation gallo-romaine se poursuivra jusqu'au Ve siècle quand les Wisigoths, qui avaient constitué le royaume d’Aquitaine, s'implantèrent. 
Le Savès rentre alors dans l'influence de Toulouse, qui au Ve siècle, devint la capitale du Royaume wisigoth.
Pendant cinq siècles, la population va décroître et la forêt regagner du terrain. Vers le Xe siècle, sous l'influence des ordres monastiques, la population, regroupée dans des villages situés souvent sur les sites actuels, va s'accroître. Les ordres des Hospitaliers et des Templiers créent des sauvetés où chaque individu devient libre et reçoit un lot de terre. Ces sauvetés permettent un développement rapide et le XIIe siècle est une époque d'essor économique et culturel qui se matérialisera au début du siècle suivant par la création de l’Université de Toulouse.
Vers 1120, la fille du comte de Toulouse Raimond IV, Diaz de Muret épouse Bernard Ier, comte du Comminges et amène le Savès dans sa dot. 
Au XIIIe siècle, les puissants Comtes de Toulouse alliés aux Comtes du Comminges, de Foix et au roi d’Aragon essaient de créer une grande confédération. Le roi de France, aidé par l'Église qui veut combattre le Catharisme, envoie Simon de Montfort combattre la coalition dans le cadre de la Bataille des Albigeois. Après sa victoire de Muret en 1213, Simon de Montfort fait une razzia sur le Savès. À la suite de cette défaite, les Comtes du Comminges se désolidarisent de ceux de Toulouse jusqu’en 1243 où Bernard VI revient dans le giron des Comtes Toulousains mais ceux de Foix et d’Armagnac ne le suivent pas ce qui crée des tensions qui morcellent le Savès.
Au XIVe siècle, les disettes, la peste noire mais surtout la guerre de Cent Ans avec la chevauchée du Prince Noir en 1355 vont affaiblir considérablement le Savès. Ces périodes de guerre et de famine entraînent la destruction des villages et introduisent un habitat dispersé que nous retrouvons de nos jours.
Le repeuplement prendra un siècle sous l’impulsion de l’arrivée des habitants d’autres régions ou d’Espagne.
Le Comminges est devenu français en 1498, François Ier rend l'utilisation de la langue française obligatoire en 1539 pour les documents officiels.
Sa capitale historique est Lombez.

## Culture
La limande du Savès est une armoire gasconne typique du pays de la Save.